# Hieracium fourcadei
Hieracium fourcadei es una especie de planta con flor del género Hieracium, de la familia Asteraceae, orden Asterales.

## Distribución
Hieracium fourcadei se distribuye por Francia y España.

## Taxonomía
Fue descrita científicamente por B. de Retz.
Tratamiento taxonómico
La especie aparece registrada y publicada en Bull. Soc. Bot. France.